# Крик тишины (фильм, 1981)
«Крик тишины́» — советский фильм в жанре детектива, снятый на киностудии «Мосфильм» в 1981 году. Режиссёр — Арья Дашиев.
Кинокартина поставлена по повести «Расследование» Исая Калашникова, который принял участие в написании сценария к фильму. Премьера состоялась в июне 1982 года.

## Сюжет
Прибайкалье. В тишине тайги раздаются два выстрела. Тяжело ранен егерь Колчин. В больнице он умирает. Следователи начинают расследование...

## Актеры
- Юрий Соломин — следователь прокуратуры Василий Дмитриевич Дронов
- Борис Щербаков — егерь Семён Шмелёв
- Олег Видов — егерь Михаил Колчин
- Вадим Курков — Илья Фомин
- Любовь Германова — Надя
- Алефтина Евдокимова — продавщица Глафира Дрицына
- Буда Вампилов — Самбу Даржиевич Маланов, председатель поселкового совета
- Валерий Малышев — охотник Павел Федотович Петряков
- Цырен Шагжин — Санжи Тарнуев
- Михаил Елбонов — Дугар Тарнуев[2]

## Съёмочная группа
- Арья Дашиев — режиссёр
- Исай Калашников, Арья Дашиев — сценаристы
- Ральф Келли — оператор
- Иван Пластинкин — художник-постановщик
- Джон Тер-Татевосян — композитор
- Леонид Куксо — текст песен
- Виктор Беляров — звукорежиссер

## Места съёмок
Натурные съёмки велись в Прибайкальском районе Бурятии.